# Adam Kępiński
Adam Krzysztof Kępiński (ur. 5 grudnia 1975 w Ozimku) – polski przedsiębiorca, poseł na Sejm VII kadencji.

## Życiorys
W 2002 uzyskał wykształcenie wyższe ekonomiczne. Jest absolwentem Uniwersytetu Opolskiego. W 2013 został absolwentem podyplomowego studium polityki zagranicznej w Akademii Dyplomatycznej Polskiego Instytutu Spraw Międzynarodowych. Zajął się prowadzeniem własnej działalności gospodarczej, został prezesem zarządu spółki z ograniczoną odpowiedzialnością „Gazon”.
Od 1999 przez kilka lat należał do Sojuszu Lewicy Demokratycznej, kierował lokalną strukturą tej partii w Ozimku. W wyborach samorządowych w 2010 jako bezpartyjny bezskutecznie ubiegał się o urząd wójta Chrząstowic z ramienia lokalnego komitetu Porozumienie i Dialog. Przystąpił następnie do Ruchu Poparcia (26 marca 2011 został szefem jego opolskiego klubu), przekształconego potem w Ruch Palikota. W wyborach parlamentarnych w 2011 kandydował z 1. miejsca na liście tego ugrupowania w okręgu wyborczym nr 21 w Opolu i uzyskał mandat poselski, otrzymując 11 175 głosów. 22 lutego 2013 Adam Kępiński opuścił Ruch Palikota i przeszedł do klubu poselskiego Sojuszu Lewicy Demokratycznej. W wyborach parlamentarnych w 2015 wystartował do Senatu z KWW Min. 15zł/h Świeckie Państwo Zus Max. 30% w okręgu nr 52.